# Fröschel von Leidnitz
Fröschel von Leidnitz, auch Frosch von Leibnitz oder Leidnitz Fröstel, war ein Schriftsteller, der um 1400 lebte. Über sein Leben ist nichts bekannt. Da sein Werk bayrisch-österreichische Züge aufweist, stammte er womöglich aus diesem Mundartgebiet. Ein Ort Leidnitz ist jedoch nicht bekannt.
Werke Fröschels von Leidnitz sind in Handschriften aus dem 15. und 16. Jahrhundert überliefert. Da die Berliner Handschrift mgf. 922, in der Die Liebesprobe enthalten ist, aus der ersten Hälfte des 15. Jahrhunderts stammt, lebte Fröschel von Leidnitz wahrscheinlich um 1400.

## Werk
Von Fröschel von Leidnitz sind drei Reimpaargedichte überliefert, in denen vor allem mittelalterliche Bräuche im Mittelpunkt stehen. Sie gehören zum Kreis der Schwankdichtungen beziehungsweise der lehrhaften Minnereden.
- Die Liebesprobe (Digitalisat)
- Belauschtes Liebesgespräch (Digitalisat)
- Der Prozeß im Himmel